# Kaple Jména Panny Marie (Zdiměřice)
Kaple Jména Panny Marie u Zdiměřic v okrese Praha-západ, je menší barokní stavba, stojící severovýchodně od vsi, nedaleko u Průhonické obory.

## Dějiny
Jednoduchou obdélníkovou stavbu kaple s apsidou nechal, podle nápisu na apsidě nad vstupem, v roce 1818 postavit jistý Josef Daubek (Doubek), bývalý voják, jenž ve zdejším kraji sloužil jako posel. Kaple byla pravděpodobně původně dřevěná, jak napovídá indikační skica z roku 1841.

V roce 1858 byla z vybraných peněz místních obyvatel postavena zděná kaple s oltářem, soškou Panny Marie a freskovou výzdobou a štuky uvnitř. Po vnějších stranách pak jsou vyobrazeny výjevy křížové cesty. V roce 1991 prošla kaplička významnou rekonstrukcí, během které byla opravena střecha, vnitřní omítky, venkovní fasáda a bylo upraveno okolí kapličky. Současně došlo k restaurování maleb stropu kaple. Na konci roku 2001 byla kaple opět částečně opravena. Kaple byla opakovaně vykradena a v roce 2008 se dočkala nové omítky, nad vstupem byl zachován původní nápis následujícího znění: 
LÉTA PÁNĚ 1818: ZALOŽENA OD IOSEFA DAUBKA.

## Pověst

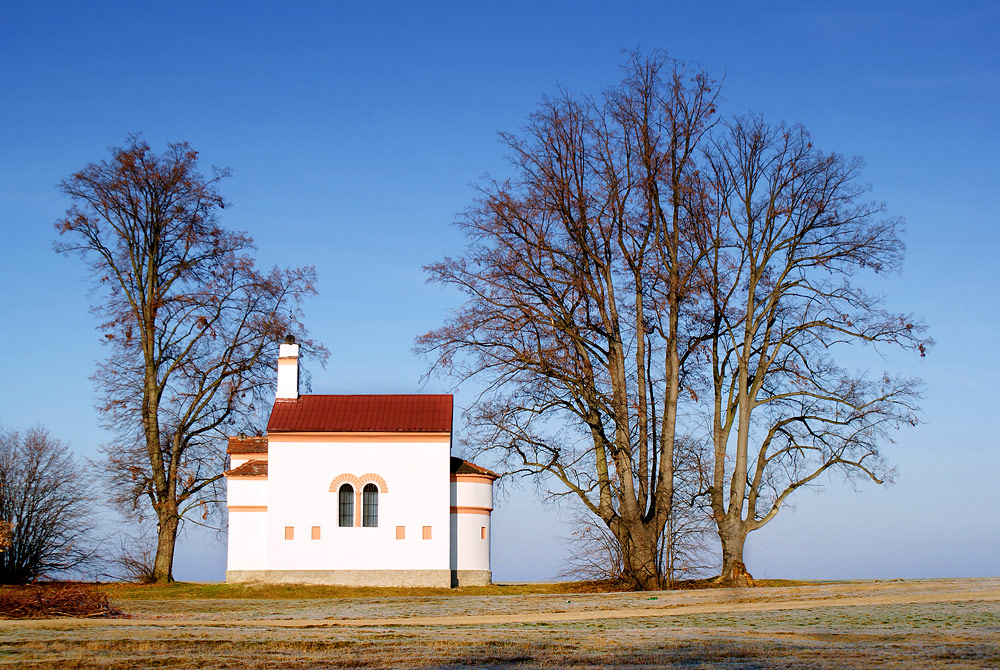
Kaple

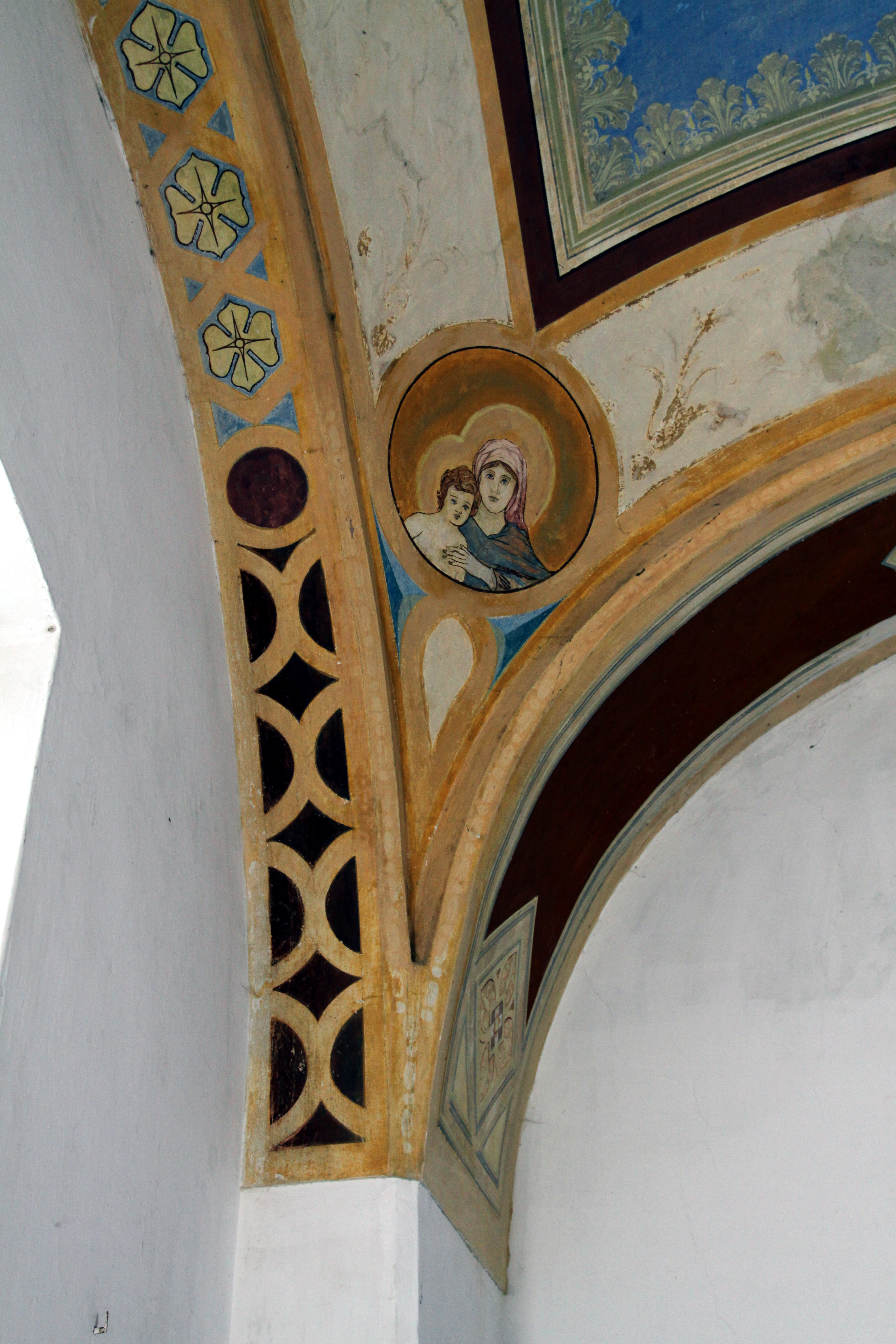
Pohled na část nástěnných maleb uvnitř kaple

Josefa Doubka trápily tíživé vzpomínky z válek a trápilo ho svědomí. Jednou odpočíval u obory, nedaleko Zdiměřic a ve snu se mu zjevila Panna Marie. Ta ho prý požádala, aby postavil kapli Jejího Jména, že tak utiší svoje trápení. Doubek byl sice chudý, ale podařilo se mu sebrat dost peněz a z nich dal vystavět maličkou kapličku mezi čtyřmi lipami, které tam jsou dodnes. Pověst o zjevení Panny Marie se rychle rozšířila a lidé začali místo navštěvovat jako poutní a modlili se zde. Také pramen vody, který zde býval, byl prý zázračný.

## Poutě
Poutě do kaple se konají vždy v květnu a o nedělích po 12. září.